# Stateville Correctional Center

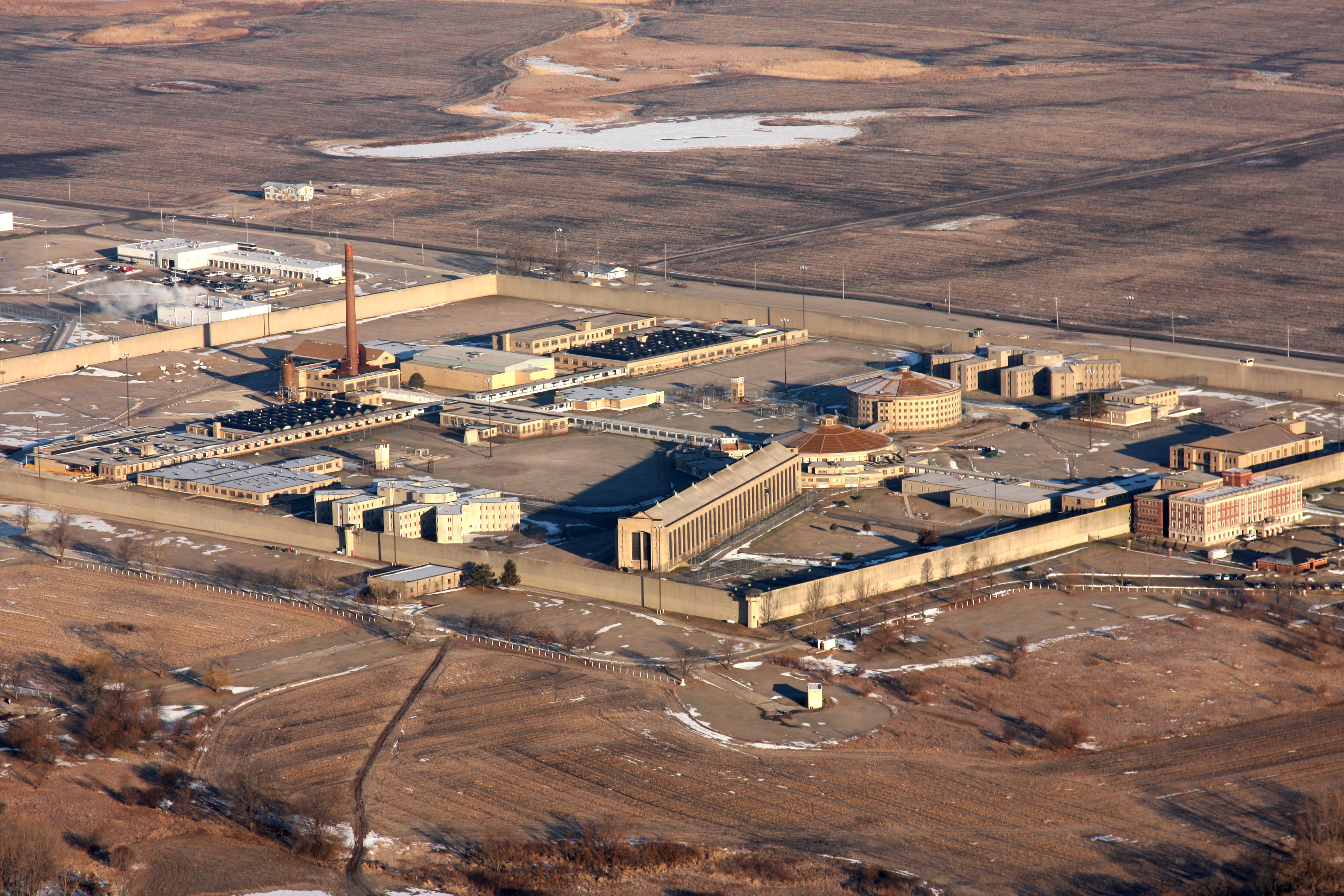
Das Stateville Correctional Center

Das Stateville Correctional Center ist ein Staatsgefängnis des US-amerikanischen Bundesstaates Illinois. Es hält den höchsten Sicherheitsstandard und liegt in Crest Hill.

## Geschichte
Eingeweiht wurde es 1925. Stateville war für 1506 Gefangene angelegt. Teile des Gefängnisses waren nach den Vorstellungen des Philosophen und Gefängnisreformers Jeremy Bentham im Sinne eines Panopticons angelegt.

## Hinrichtungsstätte
Das Stateville Correctional Center war eines von drei Gefängnissen in Illinois, in denen mittels des elektrischen Stuhls hingerichtet wurde. Zwischen 1928 und 1962 fanden dreizehn Hinrichtungen statt.
Nachdem der elektrische Stuhl durch die Giftspritze ersetzt worden war, wurde Stateville die einzige Hinrichtungsstätte in Illinois. 1998 wurde die zentrale Hinrichtungsstätte für Illinois von Stateville in das Tamms Correctional Center verlegt. Im März 2011 unterzeichnete Gouverneur Pat Quinn ein Gesetz, das die Todesstrafe in Illinois abschaffte.

## Aktuelle Benutzung
Heute werden im Schnitt 3500 Gefangene beherbergt. Ein Gefangener verursacht durchschnittliche Kosten in der Höhe von 32.000 US-Dollar pro Jahr.
Das Haus F (der Rundbau) wurde am 30. November 2016 geschlossen und soll aber wegen seiner historischen Bedeutung erhalten bleiben. Zum Schluss waren noch 36 Gefangene in diesem Haus untergebracht.
Stateville liegt nördlich von Joliet, Illinois, wo bis 2002 das Gefängnis Joliet Correctional Center betrieben wurde.

## Weiteres

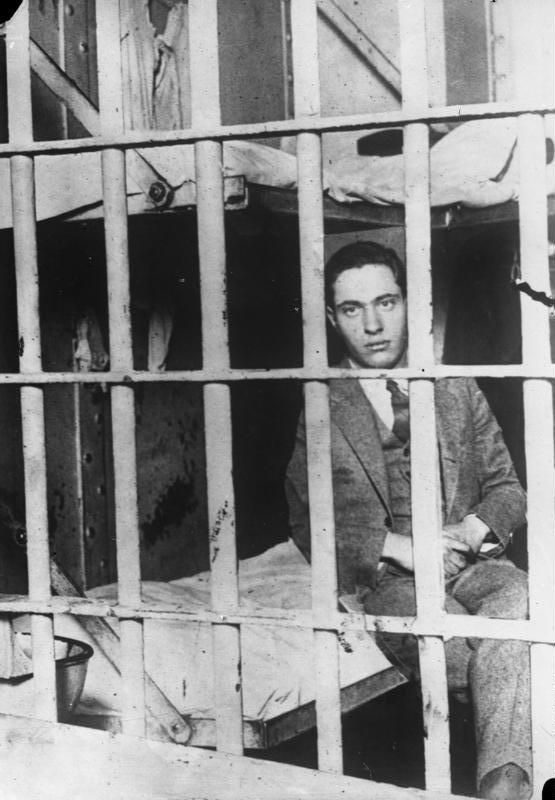
Nathan Leopold im Stateville Correctional Center, 1931

- Die Mörder Nathan Leopold Junior (1904–1971) und Richard Loeb (1905–1936) saßen nach einem Aufenthalt in Joliet in Stateville. Loeb wurde später von einem Mithäftling getötet, Leopold nach 33 Jahren Haft entlassen.
- Von den 1940ern bis zu den 1960ern testete die US-Armee Malaria-Erreger an Gefangenen, die im Gegenzug positive Einträge in ihre Akte erhielten.[5]
- MSNBC brachte eine Serie über das Stateville Correctional Center namens «Lockup» heraus.
- Szenen des Films Natural Born Killers wurden in Stateville gedreht.
- Die Serienmörder John Wayne Gacy und Raymond Lee Stewart wurden in Stateville hingerichtet.
- Der Film Kennwort 777 mit James Stewart wurde teilweise im Stateville Correctional Center gedreht.